# Annales Gandenses

Les Annales Gandenses ou Annales de Gand sont une chronique médiévale rédigée en latin au début du XIVe siècle par un religieux franciscain anonyme gantois ; elle constitue une source importante pour l'histoire de la guerre franco-flamande et celle du comté de Flandre.

## Description
Malgré son titre (dû à l'origine gantoise de l'auteur), la chronique reprend les événements situés entre 1296 et 1310 qui ont concerné l'ensemble du comté de Flandre (notamment la guerre contre Philippe IV le Bel ou une croisade populaire de 1309) d'un point de vue anti-français. La rédaction du manuscrit aurait commencé en 1308, selon les dires de l'auteur ; elle était achevée avant 1337, date de la mort du comte Guillaume Ier de Hainaut.
Le manuscrit original des Annales est perdu : il a été conservé jusqu'au XIXe siècle (signalé pour la dernière fois à Hambourg en 1824), a fait l'objet de plusieurs copies à partir du XVIe siècle, d'après lesquelles des éditions ont été publiées.

## Éditions
- Carl Friedrich August Hartmann, Exemplum codicis scripti a fratre quodam anonymo, qui in Bibliotheca civitatis Hamburgensis publica asservatur. Index scholarum publice privatimque in Hamburgensium gymnasio academico a Pascha 1823 usque ad Pascham a. 1824, Hambourg, 1823
- Johann Martin Lappenberg, Monumenta Germaniae Historica. Scriptorum, vol. 16, 1859, p. 555-597 Lire en ligne.
- Frantz Funck-Brentano, Annales Gandenses. Nouvelle édition, Paris, Alphonse Picard, 1896 (Collection de textes pour servir à l'étude et à l'enseignement de l'histoire) Lire en ligne[5].
- José Vanbossele en Niklaas Maddens, De Annales Gandenses. Een eigentijdse kroniek van de Vlaamse vrijheidsstrijd (1297-1310), 2008.
- Hilda Johnstone, Annales Gandenses – Annals of Ghent, Londres, T. Nelson, 1951 (édition du texte latin et traduction en anglais)[6] ; rééd. Oxford, Clarendon press, 1985.